# Michael Ironside
Frederick Reginald Ironside (Toronto, Ontario, 12 de febrero de 1950), más conocido como Michael Ironside, es un actor canadiense. También trabajó como productor, director y guionista en películas y en series de televisión, tanto canadienses como estadounidenses. Es más conocido por interpretar papeles de villanos, o de «tipos duros», aunque también ha interpretado personajes simpáticos. Ironside es un actor metódico. Entre sus trabajos más notorios destacan Top Gun, Starship Troopers, El maquinista, Terminator Salvation, Total Recall o X-Men: primera generación. En el territorio de los videojuegos es más conocido por doblar al personaje Sam Fisher de la saga de juegos Tom Clancy's Splinter Cell. Entre sus películas más recientes se encuentran Turbo Kid y Synchronicity (2015); Element y Alterscape, la cual se estrenó en 2018.

## Biografía

### Primera etapa
Ironside nació en Toronto, Ontario. Hijo de Patricia June Passmore, ama de casa, y de Robert Walter Ironside, que trabajó de mantenimiento, como un técnico de luz de calles. Es el mediano de cinco hermanos. Asistió al colegio de arte de Ontario, en Toronto, donde escribió una obra teatral, The Shelter, a los quince años, ganando el primer premio en el concurso de la universidad.

### Carrera artística
Una de sus primeras actuaciones fue en la película Scanners, de David Cronenberg. Un gran salto fue su participación en la miniserie de televisión, V Invasión Extraterrestre, como Ham Tyler. También se hizo conocido por participar en Top Gun y en Total Recall. Después de participar en la temporada inaugural de ER como el Dr. William "Wild Willy" Swift (papel que volvería a interpretar más tarde), fue requerido para reemplazar a Roy Scheider como capitán del submarino de última tecnología, SeaQuest, en la tercera temporada de seaQuest DSV, asumiendo el rol del capitán Oliver Hudson. No obstante, la NBC canceló la serie después de treinta episodios con Ironside como la estrella.
Ironside también es reconocido por prestar su voz. Actuó como la voz del icónico villano de cómics Darkseid en Superman: La serie animada, y en su spin-off Liga de la Justicia, recibiendo un gran elogio por ello. Por otra parte da la casualidad de que también interpretó el papel del padre de Lois Lane, el general Sam Lane, en dos episodios de la serie Smallville.

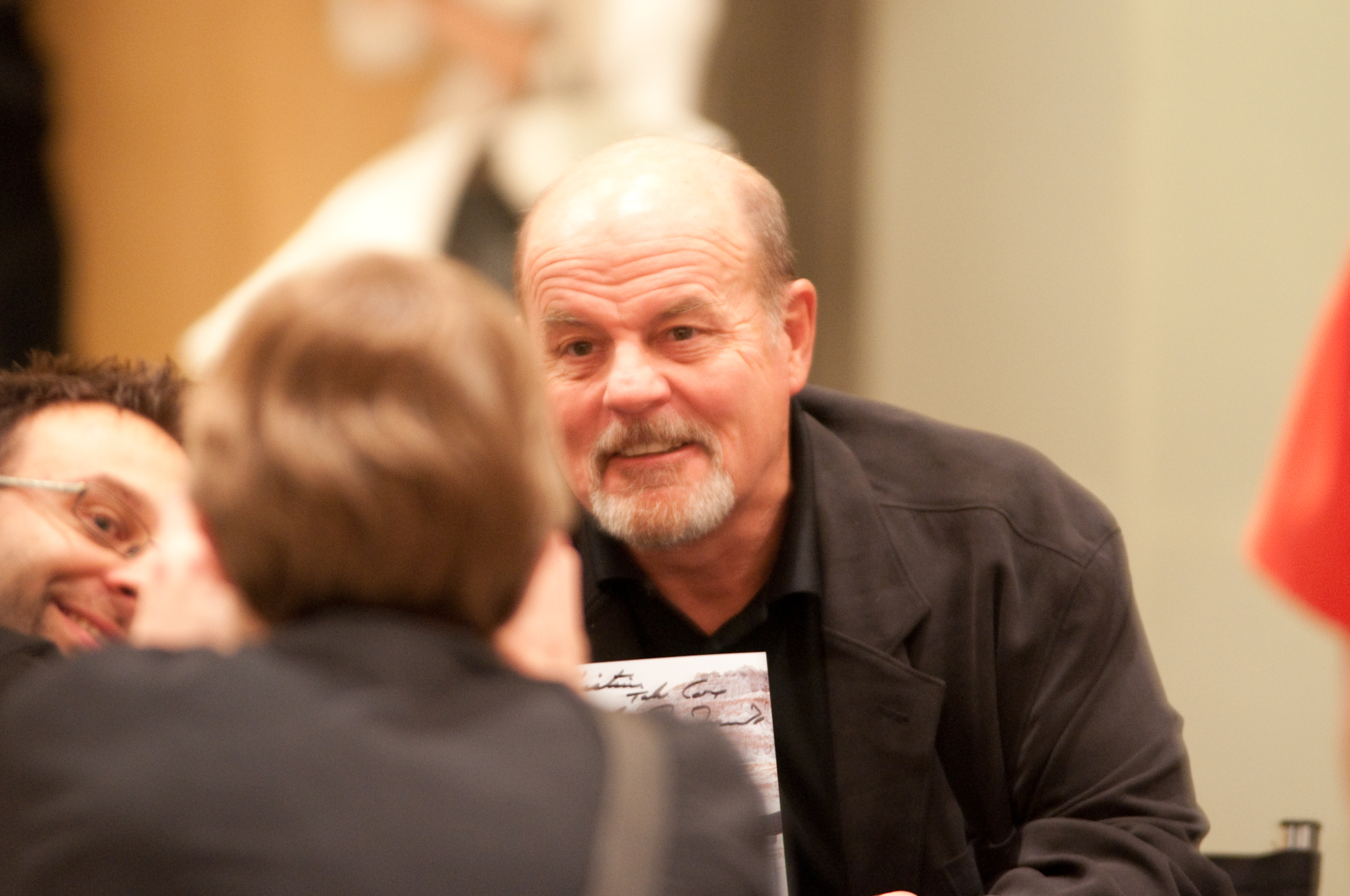
Ironside firmando autógrafo en diciembre de 2009.

También trabajó interpretando voces en videojuegos, como la de Sam Fisher en Splinter Cell, junto al juego para PSP Tom Clancy's Splinter Cell: Essentials, y en el elenco de Global Defense Initiative, como el teniente general Jack Granger en Command & Conquer 3: Tiberium Wars. Ironside recientemente firmó un contrato de cinco años para interpretar al Capitán Jonas Trager en la serie de ciencia ficción Planeta de hielo.
En internet se extendió el rumor de que Ironside tuvo éxito como pulseador en su juventud, hecho que desmintió en una entrevista concedida en 2011 con motivo del Festival de Cine Fantástico de Sitges a Chicken Troop. Lo que si es cierto es que curiosamente ha «perdido» su brazo izquierdo en dos películas, Starship Troopers y El maquinista, y los dos brazos en una pelea con el personaje de Arnold Schwarzenegger en Total Recall.

### Vida personal
Ironside está casado con Karen Marls Dinwiddie. Michael y Karen tienen dos hijas, Adrienne Lynn Ironside (del matrimonio anterior de Ironside) y Findlay Ironside, nacido en 1998.
Ironside ha sobrevivido dos veces al cáncer (de próstata y de tiroides).

## Filmografía

### Cine
| Año  | Título                                        | Papel                                    | Notas                                                     |
| ---- | --------------------------------------------- | ---------------------------------------- | --------------------------------------------------------- |
| 1977 | Outrageous!                                   | Borracho                                 |                                                           |
| 1978 | High-Ballin'                                  | Butch                                    |                                                           |
| 1978 | Power Play                                    | Torturador                               |                                                           |
| 1979 | Summer's Children                             | Proxeneta                                |                                                           |
| 1979 | Stone Cold Dead                               | Detective de policía asesinado           |                                                           |
| 1979 | The Family Man                                | Barman                                   |                                                           |
| 1980 | Deadly Companion                              | Edgar                                    |                                                           |
| 1980 | Suzanne                                       | Jimmy                                    |                                                           |
| 1980 | Coming Out Alive                              | Gateway                                  |                                                           |
| 1981 | Scanners                                      | Darryl Revok                             |                                                           |
| 1981 | Surfacing                                     | Wayne                                    |                                                           |
| 1982 | Best Revenge                                  | Vendedor de droga                        |                                                           |
| 1982 | Visiting Hours                                | Colt Hawker                              |                                                           |
| 1983 | American Nightmare                            | Sargento Skylar                          |                                                           |
| 1983 | Spacehunter: Adventures in the Forbidden Zone | Overdog                                  |                                                           |
| 1983 | Cross Country                                 | Det. Sgt. Roersch                        |                                                           |
| 1984 | The Cap                                       |                                          |                                                           |
| 1984 | The Surrogate                                 | George Kyber                             |                                                           |
| 1985 | The Falcon and the Snowman                    | Agente del FBI                           |                                                           |
| 1986 | Jo Jo Dancer, Your Life Is Calling            | Detective Lawrence                       |                                                           |
| 1986 | Top Gun                                       | Teniente coronel Rick "Jester" Heatherly |                                                           |
| 1987 | Extreme Prejudice                             | Paul Hackett                             |                                                           |
| 1987 | Nowhere to Hide                               | Ben                                      |                                                           |
| 1987 | Hello Mary Lou: Prom Night II                 | Director Billy "Bill" Nordham            |                                                           |
| 1988 | Hostile Takeover                              | Larry Gaylord                            |                                                           |
| 1988 | Watchers                                      | Lem Johnson                              |                                                           |
| 1989 | Mindfield                                     | Kellen O'Reilly                          |                                                           |
| 1989 | Thunderground                                 |                                          |                                                           |
| 1990 | Chaindance                                    | J.T. Blake                               | Guionista del filme                                       |
| 1990 | Total Recall                                  | Richter                                  |                                                           |
| 1991 | Highlander II: The Quickening                 | General Katana                           |                                                           |
| 1991 | Payback                                       | Sheriff Pete                             |                                                           |
| 1991 | McBain                                        | Frank Bruce                              |                                                           |
| 1992 | Guncrazy                                      | Sr. Kincaid                              |                                                           |
| 1992 | Neon City                                     | Harry M. Stark                           |                                                           |
| 1992 | Killer Image                                  | Luther Kane                              |                                                           |
| 1992 | The Vagrant                                   | Teniente Ralf Barfuss                    |                                                           |
| 1992 | Cafe Romeo                                    | Natino                                   |                                                           |
| 1992 | Black Ice                                     | Quinn                                    |                                                           |
| 1993 | Night Trap                                    | Bishop                                   |                                                           |
| 1993 | Sweet Killing                                 | Inspector García                         |                                                           |
| 1993 | Free Willy                                    | Dial                                     |                                                           |
| 1993 | Father Hood                                   | Jerry                                    |                                                           |
| 1993 | Point of Impact                               | Roberto Largo                            | Título alternativo: Spanish Rose                          |
| 1994 | The Killing Machine                           | Sr. Green                                | Título alternativo: The Killing Man                       |
| 1994 | Bolt                                          | Billy Niles                              |                                                           |
| 1994 | Tokyo Cowboy                                  | Lyle                                     |                                                           |
| 1994 | Save Me                                       | Oliver                                   |                                                           |
| 1994 | Miserias de la guerra                         | Carl Pimmler                             |                                                           |
| 1994 | Forced to Kill                                | Sheriff Wilson                           |                                                           |
| 1994 | Red Scorpion 2                                | Coronel West                             |                                                           |
| 1994 | The Next Karate Kid                           | Coronel Dugan                            |                                                           |
| 1994 | Red Sun Rising                                | Capitán Meisler                          |                                                           |
| 1995 | Major Payne                                   | Teniente Coronel Stone                   |                                                           |
| 1995 | The Glass Shield                              | Detective Gene Baker                     |                                                           |
| 1996 | The Destiny of Marty Fine                     | Sr. Capelli                              |                                                           |
| 1996 | Too Fast Too Young                            | Capitán Floyd Anderson                   |                                                           |
| 1996 | Portraits of a Killer                         | Sargento Ernie Hansen                    |                                                           |
| 1996 | One Way Out                                   | Walt                                     |                                                           |
| 1997 | Kids of the Round Table                       | Butch Scarsdale                          |                                                           |
| 1997 | One of Our Own                                | Detective Jack Cooper                    |                                                           |
| 1997 | Cold Night Into Dawn                          | Frank Parr                               |                                                           |
| 1997 | Starship Troopers                             | Teniente Jean Rasczak                    |                                                           |
| 1998 | Captive                                       | Detective Briscoe                        |                                                           |
| 1998 | Black Light                                   | Inspector Frank Schumann                 |                                                           |
| 1998 | Ivory Tower                                   | Marshall Wallace                         |                                                           |
| 1998 | Death Row the Tournament                      | Juez                                     | Cortometraje                                              |
| 1998 | Going to Kansas City                          | Mike Malone                              |                                                           |
| 1998 | Desert Blue                                   | Agente Frank Bellows                     |                                                           |
| 1998 | Chicago Cab                                   | Al                                       | Título alternativo: Hellcab                               |
| 1999 | The Arrangement                               | Detective Francis John 'Jack' Connor     | Director y guionista; título alternativo: Blood Money     |
| 1999 | Question of Privilege                         | Teniente Robert Ingram                   |                                                           |
| 1999 | Southern Cross                                | Garrison Carver                          |                                                           |
| 1999 | A Twist of Faith                              | Alex Hunt                                |                                                           |
| 1999 | The Omega Code                                | Dominic                                  |                                                           |
| 2000 | Cause of Death                                | Jonas Phifer                             |                                                           |
| 2000 | La tormenta perfecta                          | Bob Brown                                |                                                           |
| 2000 | Borderline Normal                             | Entrenador Rehmer                        |                                                           |
| 2000 | Crime and Punishment in Suburbia              | Fred Skolnick                            |                                                           |
| 2000 | Nuremberg                                     | Coronel Burton C. Andrus                 |                                                           |
| 2001 | Down                                          | Gunter Steinberg                         | Título alternativo: The Shaft                             |
| 2001 | Children of the Corn: Revelation              | Sacerdote                                |                                                           |
| 2001 | Ignition                                      | Jake Russo                               |                                                           |
| 2001 | Mindstorm                                     | Senador Bill Armitage                    |                                                           |
| 2001 | Dead Awake                                    | Skay                                     |                                                           |
| 2001 | Extreme Honor                                 | Baker                                    |                                                           |
| 2002 | Fallen Angels                                 | Sheriff Ed Rooney                        |                                                           |
| 2002 | Fairytales and Pornography                    | Justice Coulton                          |                                                           |
| 2003 | The Failures                                  | Depressor                                |                                                           |
| 2003 | Maximum Velocity                              | General Amberson                         |                                                           |
| 2004 | El maquinista                                 | Miller                                   |                                                           |
| 2005 | Reeker                                        | Henry                                    |                                                           |
| 2005 | Bloodsuckers                                  | Muco                                     | Título alternativo: Vampire Wars: Battle for the Universe |
| 2005 | Guy X                                         | Guy X                                    |                                                           |
| 2006 | Deepwater                                     | Walnut                                   |                                                           |
| 2006 | 1st Bite                                      | Theo                                     |                                                           |
| 2006 | The Veteran                                   | Mark 'Doc' Jordan                        |                                                           |
| 2008 | El asesino del alfabeto                       | Capitán Nathan Norcross                  |                                                           |
| 2008 | Surveillance                                  | Capitán Billings                         |                                                           |
| 2008 | Mutants                                       | Coronel Gauge                            |                                                           |
| 2009 | Terminator Salvation                          | General Ashdown                          |                                                           |
| 2009 | The Butcher                                   | Teddy Carmichael                         |                                                           |
| 2009 | Level 26: Dark Origins                        | Tom Riggins                              | Cortometraje                                              |
| 2009 | The Jazzman                                   | Bernie                                   |                                                           |
| 2009 | Hardwired                                     | Hal                                      |                                                           |
| 2009 | The Beacon                                    | Ned Hutton                               |                                                           |
| 2009 | Abduction of Jesse Bookman                    | Capitán Jones                            |                                                           |
| 2010 | The Bannen Way                                | Jefe Bannen                              |                                                           |
| 2010 | Eva                                           | Alfonse                                  |                                                           |
| 2010 | Beneath the Blue                              | Blaine                                   |                                                           |
| 2010 | Lake Placid 3                                 | Sheriff Tony Willinger                   |                                                           |
| 2011 | X-Men: primera generación                     | Capitán de la séptima flota              |                                                           |
| 2011 | Transgression                                 | Matthew                                  |                                                           |
| 2012 | All God's Children                            | Peter                                    |                                                           |
| 2013 | Ice Soldiers                                  | Coronel Desmond Trump                    |                                                           |
| 2013 | Stay                                          | Frank                                    |                                                           |
| 2014 | Extraterrestrial                              | Travis                                   |                                                           |
| 2014 | A Fighting Man                                | Max Wynn                                 |                                                           |
| 2014 | Synchronicity                                 | Klaus Meisner                            |                                                           |
| 2015 | Desecrated                                    | Tom McClain                              |                                                           |
| 2015 | Element                                       | Joe                                      |                                                           |
| 2015 | 88                                            | Sheriff Knowles                          |                                                           |
| 2015 | The Sin Seer                                  | Alexander Rachet                         |                                                           |
| 2015 | Turbo Kid                                     | Zeus                                     |                                                           |
| 2021 | Nadie                                         | Eddie Williams                           |                                                           |

### Televisión
| Año        | Título                                 | Papel                             | Notas                                         |
| ---------- | -------------------------------------- | --------------------------------- | --------------------------------------------- |
| 1978       | For the Record                         | Policía                           | Episodio: "A Matter of Choice"                |
| 1979       | The Littlest Hobo                      | Bill                              | Episodio: "Silent Witness"                    |
| 1983       | The A-Team                             | Miler Crane                       | Episodio: "The Taxicab Wars"                  |
| 1983       | Hill Street Blues                      | Schrader                          | Episodio: "Midway to What?"                   |
| 1984       | V: The Final Battle                    | Ham Tyler                         | Miniserie                                     |
| 1984       | Mickey Spillane's Mike Hammer          | Wade Bennett                      | Episodio: "Warpath"                           |
| 1984–1985  | V                                      | Ham Tyler                         | 12 episodios                                  |
| 1985       | The Hitchhiker                         | Sheriff Lee                       | Episodio: "Dead Man's Curve"                  |
| 1987       | Race for the Bomb                      | Werner Heisenberg                 | Miniserie                                     |
| 1987       | Alfred Hitchcock Presents              | Teniente Rick Muldoon             | Episodio: "Man on the Edge"                   |
| 1987       | Danger Bay                             | Charles Fuller                    | Episodio: "Pilot Error"                       |
| 1988       | The Ray Bradbury Theater               | William Acton                     | Episodio: The Fruit at the Bottom of the Bowl |
| 1990       | Tales from the Crypt                   | Burrows / Jerry                   | 2 episodios                                   |
| 1994       | Probable Cause                         | Detective Gary Yanuck             | Telefilme                                     |
| 1995–2002  | ER                                     | Dr. William "Wild Willy" Swift    | 7 episodios                                   |
| 1995–1996  | SeaQuest                               | Capitán Oliver Hudson             | 13 episodios                                  |
| 1997       | F/X: The Series                        | Montree                           | Episodio: "Get Fast"                          |
| 1998       | Witness to Yesterday                   | Vladimir Lenin                    | Episodio: "Vladimir Lenin"                    |
| 1999       | Cold Squad                             | Jefe Magnus Mulray                | Episodio: "Deadly Games: Part 1"              |
| 1999       | The Outer Limits                       | Embajador Prosser                 | Episodio: "Summit"                            |
| 2000       | Walker, Texas Ranger                   | Nolan Pierce                      | 4 episodios                                   |
| 2001       | The Outer Limits                       | General Quince                    | Episodio: "Rule of Law"                       |
| 2002       | The Last Chapter                       | Bob Durelle                       | Miniserie                                     |
| 2002       | The District                           | Dmitri Putin                      | 2 episodios                                   |
| 2003       | The Last Chapter II: The War Continues | Bob Durelle                       | Miniserie                                     |
| 2003, 2004 | Andromeda                              | El patriarca                      | 2 episodios                                   |
| 2004, 2010 | Smallville                             | General Sam Lane                  | 3 episodios                                   |
| 2004       | Medical Investigation                  | Ben Graybridge                    | Episodio: "Price of Pleasure"                 |
| 2005       | Young Blades                           | Cardenal Mazarin                  | 13 episodios                                  |
| 2005, 2006 | Desperate Housewives                   | Curtis Monroe                     | 2 episodios                                   |
| 2006       | Stargate SG-1                          | Seevis                            | Episodio: "Crusade"                           |
| 2006       | Masters of Horror                      | Sr. Chaney                        | Episodio: "The V Word"                        |
| 2008       | Criminal Minds                         | John                              | Episodio: "Elephant's Memory"                 |
| 2009       | Cold Case                              | Comandante Murillo                | 3 episodios                                   |
| 2010       | Castle                                 | Victor Racine                     | Episodio: "Den of Thieves"                    |
| 2010       | Burn Notice                            | Gregory Hart                      | Episodio: "Friends and Enemies"               |
| 2012       | Justified                              | Sarno                             | Episodio: "Measures"                          |
| 2012       | R. L. Stine's The Haunting Hour        | Margolin                          | 2 episodios                                   |
| 2012       | Community                              | Teniente coronel Norbert Archwood | Episodio: "Basic Lupine Urology"              |
| 2013       | Vegas                                  | Porter Gainsley                   | 4 episodios                                   |
| 2014       | Rake                                   | Victor                            | Episodio: "Three Strikes"                     |
| 2015       | The Flash                              | Lewis Snart                       | Episodio: "Family of Rogues"                  |
| 2018       | Hawaii 5.0                             | Robert Castor                     | Episodio: "Ofrecer hojas tiernas de taro a"   |
| 2018       | This Is Us                             | Abuelo de Jack                    | Episodio: "Vietnam"                           |

### Películas televisivas
| Año  | Título                             | Papel                      | Notas         |
| ---- | ---------------------------------- | -------------------------- | ------------- |
| 1980 | Clown White                        | Max                        |               |
| 1983 | The Sins of Dorian Gray            | Alan Campbell              |               |
| 1985 | Murder in Space                    | Capitán Neil Braddock      |               |
| 1987 | Ford: The Man and the Machine      | Harry Bennett              |               |
| 1989 | Murder by Night                    | Detective Carl Madsen      |               |
| 1991 | Drop Dead Gorgeous                 | Interrogador del manicomio | No acreditado |
| 1991 | Deadly Surveillance                | Fender                     |               |
| 1993 | Marked for Murder                  | Bats O'Bannion             |               |
| 1994 | Dead Man’s Revenge                 | Luck Hatcher               |               |
| 1994 | Probable Cause                     | Gary Yanuck                |               |
| 1995 | Asian Connection: Road to Mandalay | Steiger                    |               |
| 1996 | Terminal                           | Sterling Rombauer          |               |
| 1997 | Arrow                              | Director de la CIA         |               |
| 1998 | Voyage of Terror                   | McBride                    |               |
| 1998 | Johnny 2.0                         | Frank Donahue              |               |
| 2001 | The Red Phone: Manhunt             | Bremer                     |               |
| 2001 | Jett Jackson: The Movie            | Dr. Kragg                  |               |
| 2001 | Mindstorm                          | Senador William Armitage   |               |
| 2003 | Hemingway vs. Callaghan            | Harry                      |               |
| 2003 | The Red Phone: Checkmate           | Bohr                       |               |
| 2006 | Disaster Zone: Volcano in New York | Levering                   |               |
| 2008 | Storm Cell                         | James                      |               |
| 2010 | Lake Placid 3                      | Sheriff Tony Willinger     |               |
| 2012 | Burden of Evil                     | Senador Pitfield           |               |
| 2014 | Stan Lee's Mighty 7                | Xanar                      |               |

### Doblaje
| Año       | Título                                    | Voz                            | Notas                                      |
| --------- | ----------------------------------------- | ------------------------------ | ------------------------------------------ |
| 1997–2000 | Superman: The Animated Series             | Darkseid                       | (7 episodios)                              |
| 1998      | The New Batman Adventures                 | The Dark Knight Returns Batman | (1 episodio: "Legends of the Dark Knight") |
| 2000      | Heavy Metal 2000                          | Tyler                          |                                            |
| 2003–2006 | Justice League / Justice League Unlimited | Darkseid                       | (4 episodios)                              |
| 2008–2009 | Wolverine and the X-Men                   | Moss / Dr. Brooks              | (6 episodios)                              |
| 2013      | Transformers Prime Beast Hunters          | Ultra Magnus                   |                                            |

### Videojuegos
| Año  | Título                                       | Voz                                   |
| ---- | -------------------------------------------- | ------------------------------------- |
| 2000 | Project I.G.I.: I'm Going In                 | David Llewellyn Jones (No acreditado) |
| 2002 | Run Like Hell                                | Mason                                 |
| 2002 | Tom Clancy's Splinter Cell                   | Sam Fisher                            |
| 2004 | Tom Clancy's Splinter Cell: Pandora Tomorrow | Sam Fisher                            |
| 2005 | Tom Clancy's Splinter Cell: Chaos Theory     | Sam Fisher                            |
| 2006 | Tom Clancy's Splinter Cell: Essentials       | Sam Fisher                            |
| 2006 | Tom Clancy's Splinter Cell: Double Agent     | Sam Fisher                            |
| 2006 | TimeShift                                    | Doctor Krone                          |
| 2007 | Command and Conquer 3: Tiberium Wars         | General Jack Granger                  |
| 2010 | Tom Clancy's Splinter Cell: Conviction       | Sam Fisher                            |